# 58P/Jackson-Neujmin
58P/Jackson-Neujmin – kometa krótkookresowa, należąca do rodziny Jowisza.

## Odkrycie
Kometa została odkryta 20 września 1936 roku przez Cyrila V. Jacksona (Union Observatory, Południowa Afryka) i Grigorija Nikołajewicza Nieujmina.

## Orbita komety
Orbita komety 58P/Jackson-Neujmin ma kształt elipsy o mimośrodzie 0,66. Jej peryhelium znajduje się w odległości 1,38 j.a., aphelium zaś 6,78 j.a. od Słońca. Jej okres obiegu wokół Słońca wynosi 8,24 roku, nachylenie do ekliptyki to wartość 13,48˚.